# ارتش شاهنشاهی ساسانی

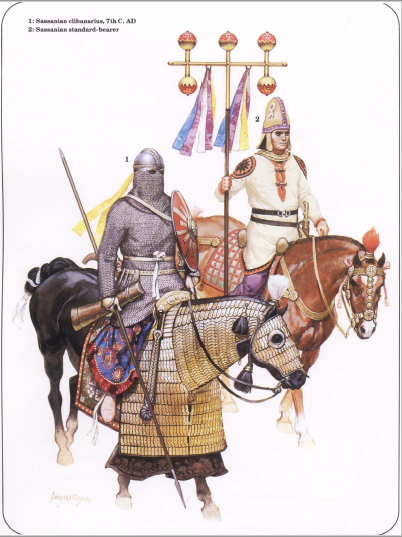
بازسازی سواره‌نظام سبک اسلحه و سنگین اسلحه اواخر دوره ساسانی

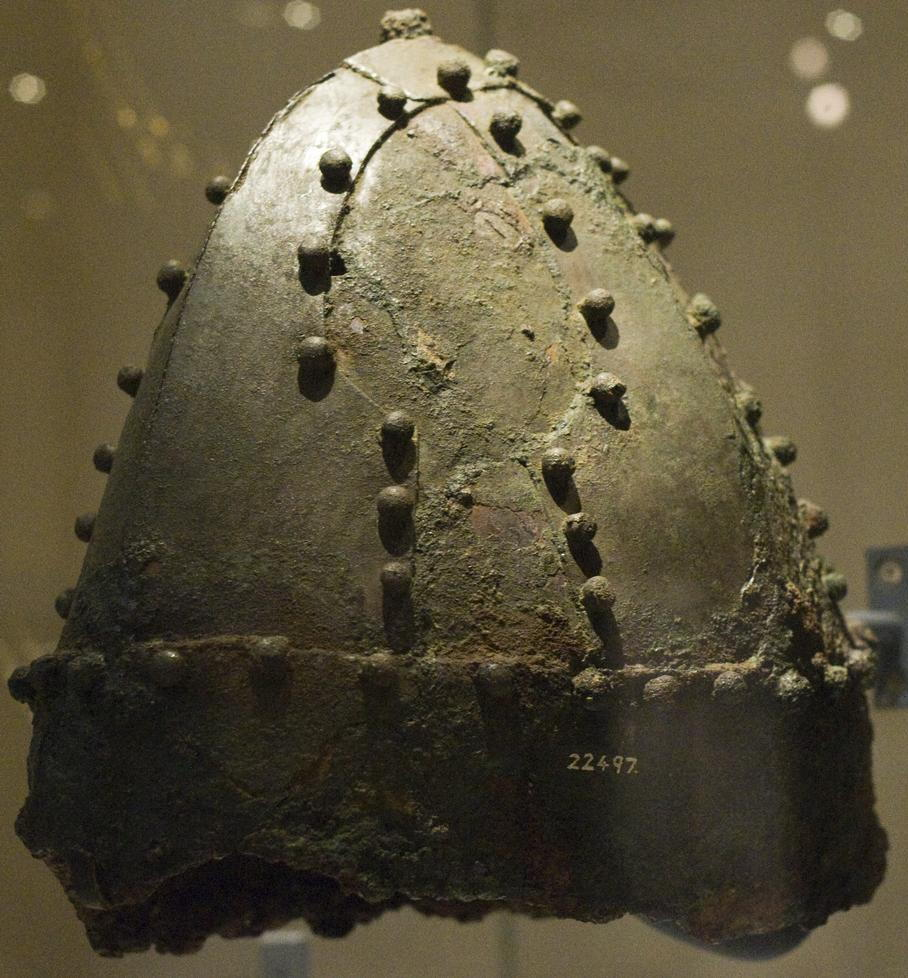
یک خود ساسانی

ارتش ساسانی لشکریان و سپاهیان محافظ شاه و کشور در زمان حکومت ساسانیان بر شاهنشاهی ایران بودند. پس از شکست اردوان پنجم اشکانی از اردشیر یکم ساسانی که علیه او شوریده بود حکومت ساسانی در ایران مستقر شد. سیستم نظامی‌گری ساسانیان با اشکانیان متفاوت بود و قشون سواره و چریکی اشکانی که به صورت پراکنده مبارزه می‌کردند جای خود را به سپاه منظم و قانونمند ساسانی سپرد. این ارتش جنگ‌های زیادی با هپتالیان و رومیان و اعراب نمود. ارتشتاران و نظامیان دومین طبقه از طبقات اجتماعی دوران ساسانی بودند و هزینه و دستمزد آن‌ها از خزانه شاهی ایران پرداخت می‌شد. شاه بالاترین مقام نظامی بود.
- سواران سالار

ساسانیان ابرقدرت دیگری در شرق امپراتوری روم بودند. تقریباً در هر جنگی که ایرانیان با رومی‌ها داشتند، سواران (سواره نظام) نیز حضور داشتند. ماشین نظامی و تجهیزات ساسانیان در تمامی جنبه‌ها هم‌طراز و حتی قوی‌تر از رومی‌ها بود؛ حقیقت که سرانجام رومیان به آن اعتراف کردند. سواره نظام نُخبه و برگزیده ساسانی همانند دیواری مستحکم در برابر رومی‌ها بود تا آن‌ها نتوانند ایران را تسخیر کنند و به مرزهای هند و چین برسند. امروزه کمتر کسی ترس و وحشتی را درک می‌کند که این سواران در دل رقیبان خود برمی‌انگیختند. برای درک این موضوع بهتر است به لیبیانوس (مورخ رومی) مراجعه کنیم، جایی که در آن نوشته‌است: «لژیونرهای رومی ترجیح می‌دهند تا هر سرنوشت و قضا و قدری را تحمل کنند اما با سواران ایرانی رو در رو نشوند!»

## رَسته‌های نظامی
رسته‌های مختلفی در نیروی نظامی ساسانی وجود داشته که از مهم‌ترین آن‌ها می‌توان به اسواران، دیلمیان، پایگان، کمانداران و فیلبانان نام برد. نظامی‌گری در دوره ساسانی موروثی بوده و بیشتر این نظامیان از خانواده‌هایی نظامی و تحت تربیت نظامی بوده‌اند. از میان تمامی این رسته‌ها اسواران یا همان سواران ساسانی که بیشتر پارتی تبار هم بودند از شهرت بیشتری برخوردار بودند. دیلمیان عمدتاً در شمشیر زنی و نیزه اندازی مهارت داشتند و پایگان نیز پیاده‌نظام ارتش ساسانی بودند و گاهی نیروهای فدایی اسواران می‌شدند و در تیراندازی مهارت خاصی داشتند. فیلبانان دوره ساسانی هم عمدتاً سواران فیل‌هایی بودند که از هندوستان آورده شده بودند. کاربرد فیل بیشتر برای اِرعاب و ترساندن سپاهیان دشمن و به‌خصوص اسب‌های نظامی رومیان بود. آمیین مارسلن دربند اول کتاب ۱۹ خود با بیان این مطلب می‌گوید: «دیدن فیل‌های جنگی ایرانیان قلب‌ها را از کار می‌انداخت و صدای این حیوان مهیب و بوی او نیز موجب وحشت و رم کردن اسب‌های ما می‌شد».

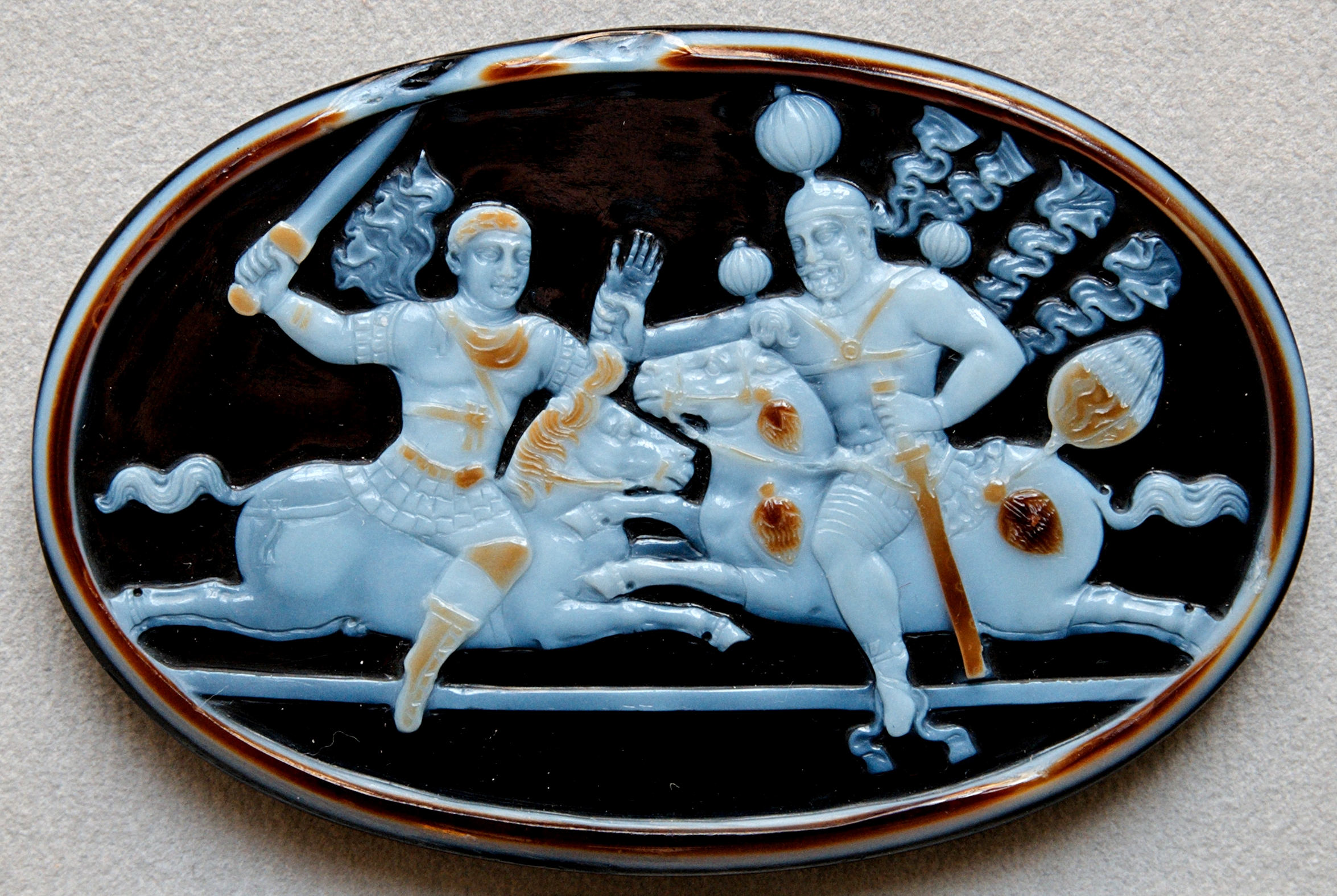
نشان پیروزی ارتش ساسانی در برابر امپراتوری روم که درطی آن نبرد امپراتور والریانوس برابر شاپور ساسانی بزانو درآمد.

## تاکتیک‌های نظامی
در دوره ساسانیان شورای مُرَکَب از بزرگان و فرماندهان کشور تشکیل می‌شد که در مورد عملیات نظامی تصمیم‌گیری شود. ساسانیان در فن محاصره کردن و قلعه‌گیری مهارت داشتند و برای دفاع از شهرها و اردوی نظامی گاهی اقدام به حفر خندق می‌کردند. استفاده از منجنیق و قلعه کوب در دوره ساسانی رایج بوده‌است. شاه یا فرمانده لشکریان پیش از هر جنگ ارتش خود را سان می‌دید و هر سربازی یک تیر به درون سبد می‌انداخت و شمار واقعی لشکریان معلوم می‌شد. نیز هنگام بازگشت از این طریق نیروهای تلف شده خود را شمارش می‌کردند.

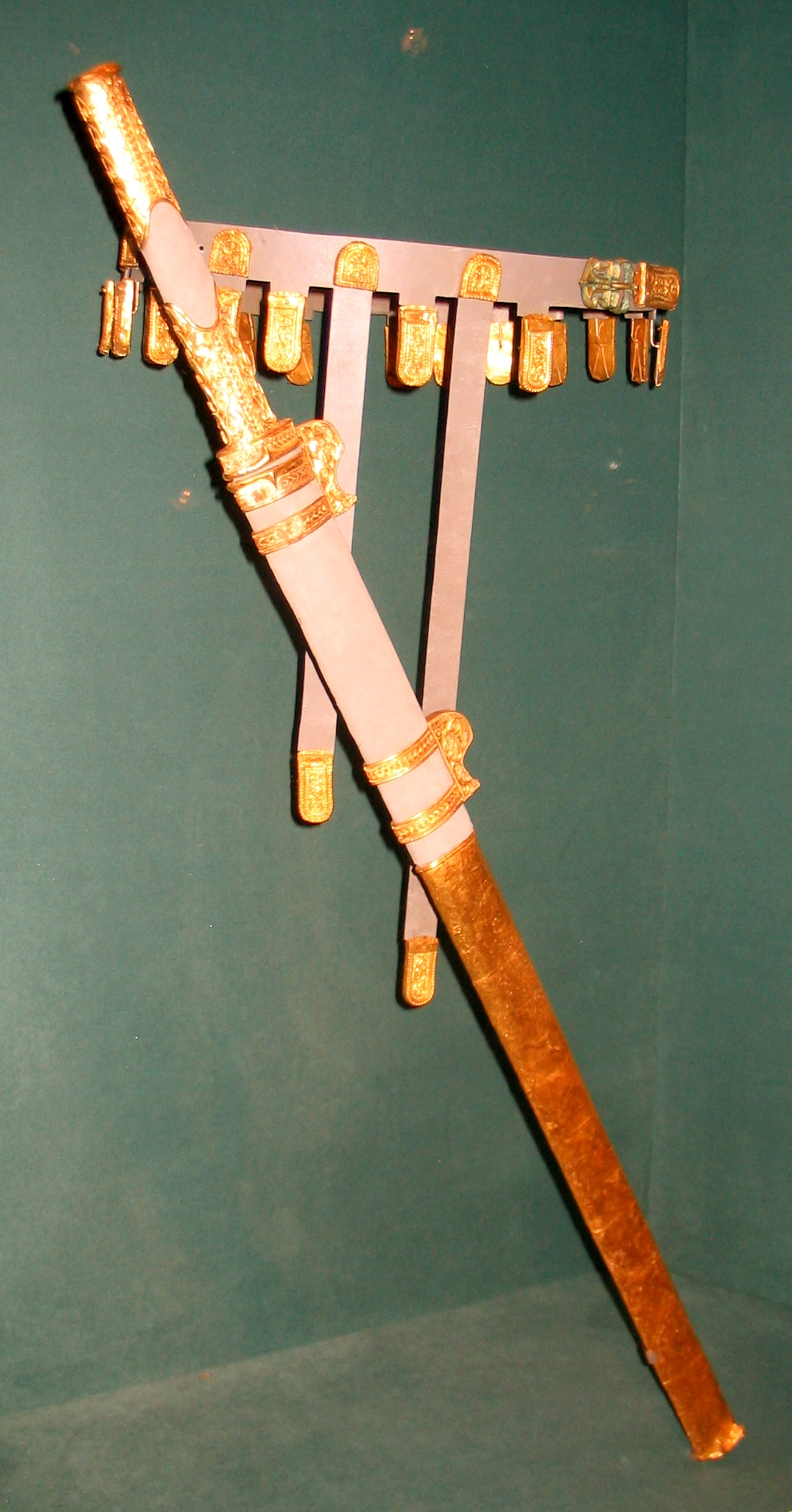
شمشیر طلایی بدست آمده از دوران ساسانی.

## سیستم اداری ارتش
این ساسانیان بودند که برای نخستین بار از سیستم درجه‌بندی در سلسله مراتب نظامی استفاده کردند.
در ارتش ساسانی فرمانده کل شاه کشور بود. در پس او ایران سپهبد این عنوان را داشت. دریافت حقوق سپاهیان از خزانه شاهی بود و آن‌ها می‌بایست به وفاداری به شاه سوگند می‌خوردند. انضباط در ارتش باید رعایت می‌شد و معمولاً جز فرماندهان ارشد کسی از برنامه‌های جنگی یا عملیاتی در جبهه اطلاع نداشت. سرپیچی از دستور فرماندهان مجازات سنگینی داشت. مجازات‌های نظامیان ساسانی عمدتاً برپایه جرائمی مانند خیانت به شاه، سرپیچی، سرکشی و فرار استوار بود. غذای سربازان در جنگ مقوی و مرکب از نان و شیر و گوشت بوده برای کسی که غذای سربازی را می‌دزدیده مجازات سنگینی در نظر می‌گرفتند. حقوق کلیه نظامیان بشرطی پرداخت می‌شد که در هنگام سان ظاهر و ادوات نظامی‌شان فاقد نقص بوده باشد. کسی هم از این قاعده مستثنی نبوده‌است در این میان ارتش‌های ایالتی خراسان، کارمانیا، فارس در آن زمان بزرگ‌ترین لشکرهای کشور بودند.
در زمان ساسانیان نیز سپاه (پارسی میانه: spāh) بر پایه سیستم شمارش دهدهی گروهبندی می‌شد، فرمانده آن سپاهبد (پارسی باستان: spāhbed) خوانده می‌شد. دهه‌ها رده (پارسی میانه: radag) و صده‌ها تَهم (پارسی میانه: tahm) نامیده و فرمانده آن تهم‌دار (پارسی میانه: tahmdār) خوانده می‌شدند. یگان‌های ۵۰۰ نفره وَشت (پارسی میانه: wašt) و فرمانده آن وشت سالار (پارسی میانه: wašt-sālār) نام داشته‌اند. یک یگان ۱۰۰۰ نفره درفش (پارسی میانه: drafš) نام داشت که فرمانده آن درفش سالار (پارسی میانه: drafš-sālār) خوانده می‌شد و یک یگان ۵٬۰۰۰ نفری گند (پارسی میانه: gund) نامیده می‌شد که فرمانده آن یک گند سالار (پارسی میانه: gund-sālār) بود.

## سلاح‌ها و زره‌های ساسانیان
اردشیر بابکان اصلاحاتی در ارتش ساسانیان صورت داد. او یک ارتش دائمی تحت فرمان خود تأسیس کرد و در عین اینکه سیستم سوارکاری پارتیان (اشکانیان) را حفظ کرد، افسران ارتش را از ساتراپ‌ها و شاهزادگان و نجیب‌زادگان محلی جدا کرد. او یک سری اسلحه جدید از قبیل چند نوع زره و ادوات محاصره و قلعه‌گیری به ارتش معرفی و اضافه کرد.
زره‌های حلقوی از حلقه‌های به هم متصل شده و در زمان اردشیر بابکان تولید می‌شدند. فرخ می‌نویسد اگر چه تولید زره‌های حلقوی سخت‌تر از زره‌های معمولی بود، اما مزایایی نسبت به زره‌های دیگر داشت. از جمله مقاوم‌تر، ماندگارتر و انعطاف‌پذیرتر بودند و همچنین اجازه می‌دادند حرارت بدن دفع شود که این در آب و هوای گرم بسیار اهمیت داشت. او اضافه می‌کند این نوع زره وقتی در ترکیب با زره‌های دیگر به کار می‌رفت مؤثرتر می‌شد. فرخ با نقل قول از بیور و شهبازی اشاره می‌کند یکی از دلایل شکست اشکانیان از ساسانیان در فیروزآباد این بود که اشکانیان بیش از حد بر زره‌های لایه لایه و فِلسی تأکید داشتند در حالی که سواره نظام زبده ساسانیان علاوه بر آن زره‌های حلقوی هم می‌پوشیدند. دفاع موفقیت‌آمیز ساسانیان در برابر مهاجمین چادرنشین آسیای مرکزی و رومیان (غربی و شرقی) در عمل ثابت کرد که اصلاحات اردشیر مؤثر بودند.
در دوران اردشیر بابکان یک کتاب راهنمای نظامی منتسب به او نگاشته شد که اکنون در دست نیست. از این کتاب در کتاب عربی الفهرست نام برده شده‌است که اثر یک ایرانی موسوم به ابن ندیم است و در نیمه دوم قرن دهم به رشته تحریر درآمد. ابن ندیم در فصل آثار مربوط به هنرهای نظامی از اثری با نام «هنر رزم آوری و شیوه‌های فتح قلعه‌ها و شهرها، به کمین نشستن، قرار دادن نگهبانان، تحت فشار قرار دادن جاسوسان، فرستادن دسته‌های سربازان و پادگان زدن» یاد می‌کند. این کتاب بر اساس رساله‌هایی است که در قرن سوم میلادی برای اردشیر پسر پاپک نگاشته شده‌اند. عنوان عربی این کتاب الفروسیا الشمیتی می‌باشد.
توان اصلی ارتش ساسانیان واحدهای سواره نظام سنگین اسلحه موسوم به اسواران (سواران زره‌پوش) بودند. فرخ می‌نویسد در اوایل دوران ساسانیان، نیزه سلاح تهاجمی اصلی اسواران بود. ذکا اظهار می‌کند کاتافراکت‌های ساسانی (نام دیگر اسواران) مجهز به نیزه چنان محکم و استوار بر زین اسب خود می‌نشستند که گویی به آن قفل شده بودند. آن‌ها به مثابه دیواری در صف‌های اول ارتش می‌ایستادند. پشت آن‌ها کمانداران و سپس فیل‌های جنگی (حربه‌ای که ساسانیان آن را اولین بار به کار بردند) می‌ایستادند. آن‌ها در ردیف‌های متمرکز حمله می‌کردند و از سوی کماندارانی که به‌طور پیوسته به سوی خطوط دشمن تیراندازی می‌کردند پشتیبانی می‌شدند. ویسهوفر می‌نویسد فرمانده در وسط جای می‌گرفت و در حالی که از سوی سربازان برجسته نگهبانی می‌شد دستورهای لازم را به سپاه خود می‌داد. این سواره نظام‌های سنگین اسلحه به نوبه خود از پشتیبانی کمانداران سوارکار سبک اسلحه حمایت می‌شدند که با نیروهای دشمن درگیر شده و آن‌ها را خسته می‌کردند. به اعتقاد نیکول، همانند دوران پارتیان، تعداد کمانداران سوارکار سبک اسلحه ده برابر اسواران بود. نیکول همچنین معتقد است سواره نظام سنگین اسلحه به ندرت می‌توانستند با حمله مستقیم پیاده‌نظام را در هم بشکنند؛ بنابراین سواره نظام سنگین اسلحه ساسانیان باید در دسته‌های نزدیک به هم حرکت و مانور می‌کردند که جلوی آن به خوبی از سوی ارتش محافظت می‌شد و پیاده‌نظام هم در کناره‌ها در گیر سواره نظام دشمن می‌شدند. نکته جالب دیگر این است که سواره نظام ساسانیان تا سال‌های آخر شاهنشاهی خود از رکاب استفاده نمی‌کردند.
شمشیرها - سنگ نگاره‌های ساسانیان در فیروزآباد ۱و۲، نقش رجب ۳، و نقش رستم ۱ (Masia، ۲۰۰۰ را ببینید) شمشیرها را به عنوان نمادها و تمثیل‌های سلطنتی نشان می‌دهند. شمشیر ساسانیان مثل پارتیان دولبه و بلند بودند. به گفته گیرشمن (۱۹۶۳:۲۹۵)، منابع ما در زمینه اسلحه‌های دوران ساسانیان بسیار کم هستند و اطلاعات اندکی در این زمینه به ما می‌دهند. این کمبود اطلاعات آکادمیک تا حدی از سوی آثار تیرارسیان پوشش داده شده‌اند که برخی فصل‌هایی که به وسیلهٔ مورخان ارمنی دوران ساسانیان در نیمه اول قرن پنجم نوشته شده‌اند را آورده‌است. این مورخان سه نوع اسلحه‌ای که همه نجیب‌زادگان ساسانی حمل می‌کردند را ذکر می‌کنند:
الف) تور (شمشیر کوتاه) به کمربند و سمت راست بدن وصل می‌شد،
ب) سوسر (شمشیر بلند) که به کمربند و سمت چپ بدن وصل می‌شد،
ج) نرن (خنجر) به ران بسته می‌شد.
در پارسی، شمشیر را سنه با شمشیر می‌خواندند و در متون پارسی میانه مانوی شفشِر نامیده می‌شد (MacKinze، ۱۹۷۱ را بنگرید). بر پایه نمونه‌های باستانشناسی شمشیرهای ساسانیان در موزه‌های ایران، شمشیرهای ساسانیان را می‌توان به صورت زیر تقسیم‌بندی کرد:
الف) شمشیرهای با محافظ دست صلیبی (دارای زائده‌ای به شکل صلیب در بالای دسته که از دست شمشیر زن محافظت می‌کند)،
ب) شمشیرهای با نیام با زواید P-شکل (با یا بدون نقش پَر)،
ج) شمشیر با نقش پُر و بدون زواید P-شکل و
د) شمشیر دودستی (شمشیر بزرگی که برای استفاده ازآن باید هر دو دست را به کار برد).
در این میان شمشیرهای با نیام و با زایده P- شکل قابل توجهند چرا که سمت بیرون این شمشیرها با نقش‌ها و الگوهای پَر تزیین شده‌است، یعنی همان نگاره‌هایی که در سایر هنرهای تزیینی ساسانیان هم دیده می‌شود. هارپر (۱۹۷۸:۸۴) از گیرشمن نقل می‌کند که طرح پَر را نماد پرنده ورگنا یکی از اشکال بهرام/ وِرِثْـرَغْـنَـه ایزد پیروزی زردشتی می‌داند. (برای اطلاعات بیشتر در مورد وِرِثْـرَغْـنَـه به خرده اوستا، ۱۴ بهرام‌یشت مراجعه کنید). سلحشوران ساسانی از نقش پر بر روی دسته و نیام (غلاف) شمشیرها و زره خود استفاده می‌کردند تا از خود در برابر دشمنانشان محافظت کنند.
نیزه: استفاده از نیزه‌ها از سوی واحدهای کاتافراکت‌های سنگین اسلحه به دوران هخامنشیان بازمی‌گردد. یک قُمقُمه قالبی سفالین از مقبره‌ای در کوای-کیرگلن-کالا در ساحل آمودریا پیدا شد که نقش یک سوارکار نیزه دار بر خود دارد.
واژه باستانی ارشتی (نیزه) که از سوی هخامنشیان به کار می‌رفت در دوران ساسانیان به ارشت بدل شد. پورداوود (۱۹۶۹/۱۳۴۷:۳۹) گفت ریشه کلمه در پارسی نو نیزه است. فرخ (۲۰۰۵:۱۳) می‌نویسد نیزه‌های ساسانی را با دو دست گرفته و در سطح کمر نگه می‌داشتند.
تبرزین: ساسانیان تبرزین نیز به کار می‌بردند. الصراف (۲۰۰۲:۱۳) می‌گوید تبرزین یک تیغ بزرگ و پهن و دسته نسبتاً بلندی داشت و سوارکاران ساسانی باید از بین تبرزین و گرز یکی را انتخاب می‌کردند چرا که حمل کردن هر دو با هم مایه زحمت و غیرضروری است. الصراف اضافه می‌کند که در اسطوره ساسانیان، بهرام گور تبرزین (بنا بر روایت دیگر گرز گاوسر) را به عنوان تنها سلاح خود انتخاب می‌کند تا بتواند به تنهایی در برابر دو شیر گرسنه ایستاده و تاج پادشاهی را از میان این‌ها بردارد.
کمان: به سنت هخامنشیان و پارتیان کمان همچنان در دوران ساسانیان از اهمیت بالایی برخوردار بود. اجزای کمان ساسانیان به این شرح است: یک دسته به عقب رفته، کمان‌های نسبتاً کوتاه و خمیده، زانویی محکم با منحنی که در بالا بزرگتر از قسمت پایین آن است.
پنجگان:سلاحی مرگبار که ارتش ایران در زمان ساسانیان ابداع کرد. وسیله‌ای بود که توسط آن جنگجویان می‌توانستند هم‌زمان پنج تیر را با دقت فراوان به سوی سربازان دشمن پرتاب کنند. .
جمع‌بندی: سلاح‌های مختلفی در دوره‌های هخامنشیان و ساسانیان ایران مورد استفاده قرار می‌گرفت. خیلی از این سلاح‌ها نه تنها در میدان‌های جنگ کاربرد داشتند بلکه نمادهای پادشاهی نیز بودند. یک بررسی جامع سنگ نگاره‌ها و اشیای هنری در کنار یافته‌های باستان‌شناسی تصویری روشن از تحول و توسعه این سلاح‌ها می‌دهد. به علت رویارویی‌های نظامی ایران با سایر مدنیت‌ها سلاح‌های نو معرفی شده و سلاح‌های موجود بهبود بیشتری یافتند تا بیشترین تأثیر را داشته باشند.